# Kandydoza pochwy
Kandydoza pochwy (i sromu), drożdżyca pochwy (i sromu), drożdżakowe zapalenie pochwy (i sromu), grzybicze zapalenie pochwy (i sromu), potocznie grzybica pochwy (łac. vulvovaginitis candidamycetica) – druga, po bakteryjnym zapaleniu pochwy, pod względem częstości przyczyna infekcji dróg moczowo-płciowych kobiety.
Kandydoza pochwy jest czynnikiem ryzyka zakażenia grzybiczego u noworodka.

## Etiologia
Kandydoza pochwy wywoływana jest najczęściej przez grzyby chorobotwórcze z gatunku Candida albicans, zwane potocznie drożdżakami, które stają się dominujące w mikroflorze pochwy. Mogą to być także inne grzyby: C. glabrata, C. parapsilosis, C. tropicalis, C. zeylanoides, Issatchenkia orientalis, Kluyveromyces marxianus, Meyerozyma guilliermondii i inne.
Do zakażenia grzybiczego dochodzi najczęściej nie w wyniku zarażenia się, ale na drodze endogennej – przez grzyby już bytujące w organizmie (np. w jelicie lub pochwie), które przerywają bariery obronne organizmu i wywołują infekcję.
Barierę ochronną przed wszelkiego rodzaju infekcjami, w tym grzybiczymi, stanowi odpowiednia mikroflora bakteryjna pochwy. Za utrzymanie prawidłowego stanu zdrowia pochwy odpowiedzialne są przede wszystkim bakterie ją zasiedlające. Dominującą rolę odgrywają tu bakterie z rodzaju Lactobacillus (pałeczki kwasu mlekowego). Wpływ na prawidłowy rozwój mikroflory pochwy i odpowiedni poziom pałeczek kwasu mlekowego ma bardzo wiele czynników: począwszy od stężenia hormonów (głównie estrogenów), poprzez odpowiednio kwaśne pH pochwy (3,8–4,2), temperaturę (od 36 do 37,5 °C), skończywszy na dniu cyklu miesiączkowego, wieku kobiety, rodzaju stosowanej antykoncepcji, aktywności seksualnej, sposobie higieny intymnej oraz chorobach i przyjmowanych lekach (zwłaszcza antybiotykach). We florze pochwy wielu zdrowych kobiet można znaleźć drożdżaki Candida niewywołujące dolegliwości.
Czynnikami zwiększającymi ryzyko wystąpienia drożdżycy pochwy są niewłaściwe praktyki higieniczne (np. używanie wspólnych ręczników, korzystanie z publicznych toalet, a także nadmierna higiena – np. irygacje pochwy). Dodatkowo na zakażenie narażone są także kobiety w ciąży (zaburzona jest wówczas gospodarka hormonalna, a więc także i ekosystem pochwy), osoby chorujące na cukrzycę, poddane antybiotykoterapii lub terapii hormonalnej, a także osoby osłabione (np. po chorobie, w stanach przemęczenia i stresu).

## Objawy drożdżycy pochwy
Najczęstszym objawem drożdżycy pochwy jest świąd, pieczenie i podrażnienie okolicy pochwy oraz sromu (także pieczenie przy oddawaniu moczu) oraz charakterystyczne upławy: najczęściej białawe, o konsystencji twarożku (grudki) lub żółtawe. Infekcja grzybicza może także przebiegać bezobjawowo lub ujawniać się jedynie w postaci bólu lub pieczenia podczas stosunku lub po nim (dyspareunia).
By potwierdzić wystąpienie drożdżycy, należy wykonać posiew (wraz z hodowlą), który wykaże obecność drożdżaków lub grzybni, ponieważ wiele innych chorób może dawać podobne objawy.
Jeśli wystąpią nawracające infekcje, należy poddać leczeniu także partnera seksualnego. U mężczyzn kandydoza przebiega często bezobjawowo, chociaż mogą pojawić się czerwone plamki lub pęcherzyki na żołędzi, zaczerwienienie, świąd i tym podobne.

## Leczenie
W przypadku kandydozy pochwy zazwyczaj stosuje się leczenie miejscowe (dopochwowe) lekami azolowymi lub zawierającymi nystatynę, a w cięższych przypadkach lub przy nawracających infekcjach, także leki doustne (triazolowe). Zalecane są również zewnętrznie maści i kremy, jeśli jednak zawierają sterydy, należy stosować je jedynie w krótkotrwałej kuracji.
Niezależnie od przyjmowanych leków należy uzupełnić braki bakterii Lactobacillus, odpowiedzialnych za utrzymanie prawidłowej mikroflory pochwy – np. przyjmując preparaty probiotyczne z odpowiednimi szczepami bakterii Lactobacillus (Lactobacillus rhamnosus GR-1 oraz Lactobacillus fermentum RC-14) w celu kolonizacji nabłonka pochwy i stworzenia bariery ochronnej. Preparaty te można przyjmować miejscowo (dopochwowo) lub doustnie (wówczas chroniony jest również przewód pokarmowy).
Dodatkowo pacjentkom cierpiącym z powodu częstych nawrotów choroby zaleca się noszenie przewiewnej bawełnianej bielizny, zrezygnowanie ze stosowania tamponów w trakcie miesiączki, stosowanie płynów do higieny intymnej o neutralnym pH lub zawierających kwas mlekowy, unikanie basenów, sauny oraz ograniczenie spożywania cukrów prostych.